# Automolis cinereoguttata
Automolis cinereoguttata är en fjärilsart som beskrevs av Embrik Strand 1912. Automolis cinereoguttata ingår i släktet Automolis och familjen björnspinnare. Inga underarter finns listade i Catalogue of Life.